# George London
George London (30 de maig de 1920 - 24 de març de 1985) fou un baix-baríton d'origen quebequès, considerat un dels millors en la seva especialitat.
London va néixer a Mont-real, tot i que als quinze anys la seva família es va traslladar a Los Angeles, on va rebre la seva primera educació musical. Després de realitzar un gran nombre de concerts amb el Bel Canto Trio, del qual formava part el tenor Mario Lanza, va ser contractat per l'Òpera de Viena el 1949. El seu debut com a Amonasro (Aida) va ser molt reeixit, i aviat va obtenir contractes a Edimburg i al Metropolitan Opera de Nova York.
El 1951 va participar en la reobertura del Festival de Bayreuth, interpretant el paper d'Amfortas a Parsifal (de Richard Wagner), el seu personatge més emblemàtic i que va repetir, amb pauses, fins al 1963. Al Festival també hi va cantar el protagonista de Der fliegende Holländer.
Fora del repertori wagnerià, London va triomfar en òperes com Don Giovanni, Les noces de Fígaro, Faust (Mefistòfil), Els contes de Hoffmann (els quatre malvats) i Tosca (Scarpia). També va ser el primer americà a cantar el rol titular de Borís Godunov (de Modest Mússorgski) al Teatre Bolxoi de Moscou.
El 1961 se li va diagnosticar una paràlisi en una corda vocal, fet que li va precipitar la retirada només quatre anys després. El 1971 va establir la George London Foundation for Singers, que dona premis a joves cantants, i de 1975 a 1980 va ser director general de l'Òpera de Washington DC.